# La mémoire maritime des arabes
La mémoire maritime des arabes es una película documental francesa-mauriciana del año 2000 escrita y dirigida por Khal Torubully

## Sinopsis
Incluso antes de que existiera el Islam, los árabes navegaban por los mares. El mar y sus actividades fueron de suma importancia para estos pueblos del desierto en el siglo VII, cuando viajaban desde España a China bordeando la costa africana. Las historias de Sinbad se basan en esos viajes, pero la realidad puede superar a la ficción. ¿Cómo se pasa de un dromedario a un barco? Sus conocimientos de astronomía, comercio y ciencia forman parte de esta película rodada en doce países que abarca varios siglos e incluye la opinión de eminentes expertos.

## Premios
- ZIFF 2001
- Premio de Oro al mejor documental, Festival de Cine de Medios Árabes, El Cairo, 2010